# Список умерших в 952 году

## Сентябрь
- 6 сентября — Император Судзаку (28), 61-й Император Японии (930—946), синтоистское божество.

## Декабрь
- 17 декабря — Гуго, герцог Бургундии (923/936—952)[1].

## Дата смерти неизвестна или требует уточнения
- Ален II, граф Нанта (938—952), Ванна (937—952), Поэра (937—952) и герцог Бретани (938—952)[2].
- Василий Новый, православный святой.
- Константин II, король Альбы (Шотландии) (900—943)[3].
- Мансур ибн Кара-тегин, полководец и государственный деятель государства Саманидов.